# Crane County
Crane County je okres ve státě Texas v USA. K roku 2010 zde žilo 4 375 obyvatel. Správním městem okresu je Crane. Celková rozloha okresu činí 2 036 km².